# Spirne, Velîka Pîsarivka
Spirne (în ucraineană Спірне) este un sat în comuna Iamne din raionul Velîka Pîsarivka, regiunea Sumî, Ucraina.

## Demografie
Componența lingvistică a localității Spirne
     Ucraineană (95%)
     Rusă (5%)
Conform recensământului din 2001, majoritatea populației localității Spirne era vorbitoare de ucraineană (95%), existând în minoritate și vorbitori de rusă (5%).